# Höngen (Selfkant)
Höngen ist ein Dorf in der Gemeinde Selfkant im nordrhein-westfälischen Kreis Heinsberg ganz im Westen von Deutschland. Es ist nicht zu verwechseln mit dem relativ nahe gelegenen Hoengen, einem Stadtteil von Alsdorf.

## Geographie

### Lage

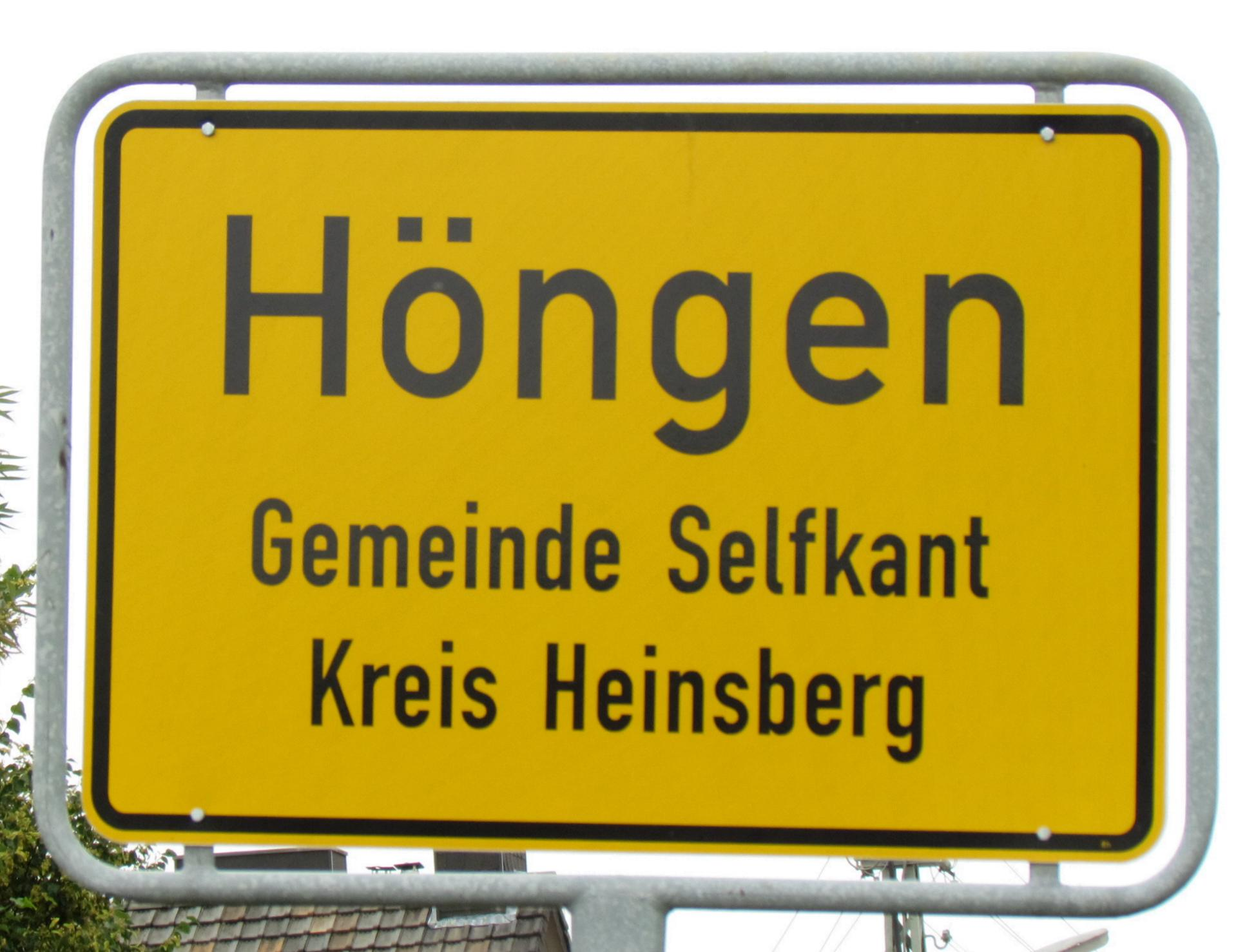
Ortsschild

Höngen liegt im nördlichen Gebiet der Gemeinde Selfkant, an der ehemaligen Transitstraße N 274, jetzt Landesstraße 410, die von Koningsbosch nach Brunssum führt. Durch den Ort führen die Landesstraße 228 und die Kreisstraße 2.

### Gewässer
Bei Starkregen und bei Schneeschmelze fließt das Oberflächenwasser aus den Bereich Höngen über den Saeffeler Bach in den Rodebach (GEWKZ 281822) und dann weiter in die Maas. Der Rodebach hat eine Länge von 28,918 km bei einem Gesamteinzugsgebiet von 173,385 km².

### Nachbarorte
| Havert  | Stein                                       | Saeffelen     |
| Millen  | Kompassrose, die auf Nachbargemeinden zeigt | Großwehrhagen |
| Tüddern | Süsterseel                                  | Hastenrath    |

### Siedlungsform
Höngen ist ein mehrzeiliges, beidseitig bebautes Straßendorf, oberhalb des Saeffelbaches.

## Geschichte

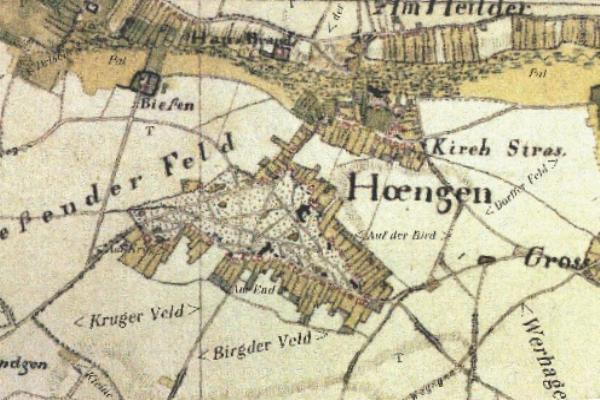
Höngen auf der Tranchotkarte 1803–1820

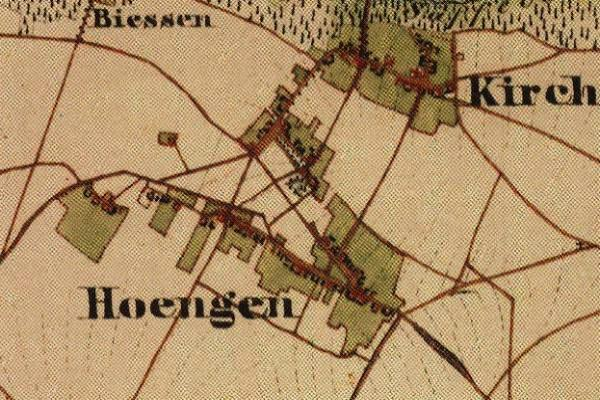
Höngen auf der Urkatasterkarte von 1846

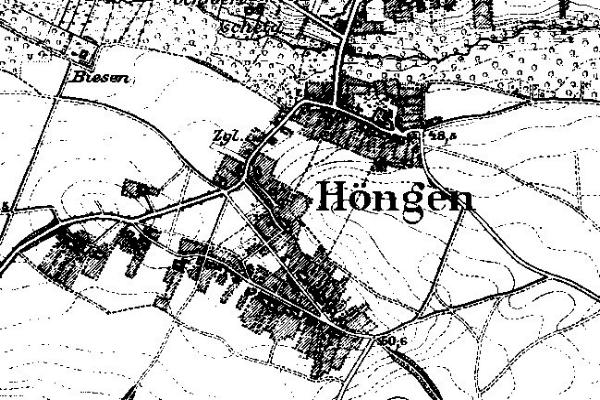
Höngen auf der Neuaufnahme von 1912

### Ortsname
- 1277 Hoyngen
- 1326 Hoengen
- 14. Jahrhundert Hoynghe
- 1404 Hoynden
- 1533 Hoengen
- 1666 Hoengen
- 1912 Höngen

### Ortsgeschichte
Höngen gehörte früher zum Jülicher Amt Millen. Die Grundherrschaft zu Höngen gelangte mit der Herrschaft Millen an die Herren von Heinsberg. Nach dem ältesten Heinsberger Lehensregister wurde im 14. Jahrhundert Gottfried von Gansweiden mit dem gleichnamigen Hof bei Höngen mit Land und einer Mühle belehnt. Das Gansweider Gut und andere Güter in Höngen unterstanden dem Gericht Gangelt und waren seit dem 15. Jahrhundert Lehen der Mannkammer Millen. Den Zehnt besaß hier das Heinsberger Gangolfusstift, das ihn um 1404 erwarb.
Höngen hatte 1828 insgesamt 656 Einwohner. Höngen bildete mit Biesen, Dieck, Groß- und Kleinwehrhagen die Gemeinde Höngen, die zum Amt Selfkant gehörte.
Vom 23. April 1949 bis zum 31. Juli 1963 stand der Selfkant und damit auch die Gemeinde Höngen durch die niederländischen Annexionspläne unter Auftragsverwaltung. Am 1. August 1963 erfolgte nach Zahlung von 280 Millionen D-Mark die Rückführung.
Mit dem Gesetz zur Neugliederung von Gemeinden des Selfkantkreises Geilenkirchen-Heinsberg vom 24. Juni 1969 trat am 1. Juli 1969 folgende Gebietsänderung in Kraft.
§ 1 (1) Die Gemeinden Havert, Hillensberg, Höngen, Millen, Süsterseel, Tüddern, Wehr (Amt Selfkant) und die Gemeinde Saeffelen (Amt Waldfeucht) werden zu einer neuen amtsfreien Gemeinde zusammengeschlossen. Die Gemeinde erhält den Namen Selfkant.
§ 1 (2) Das Amt Selfkant wird aufgelöst. Rechtsnachfolgerin ist die Gemeinde Selfkant.

### Kirchengeschichte

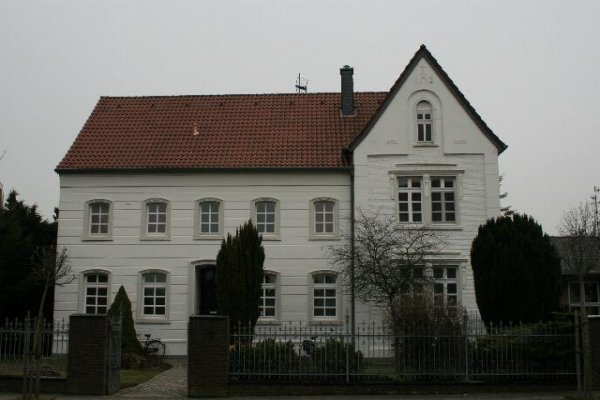
Katholisches Pfarrhaus, als Denkmal Nr. 36

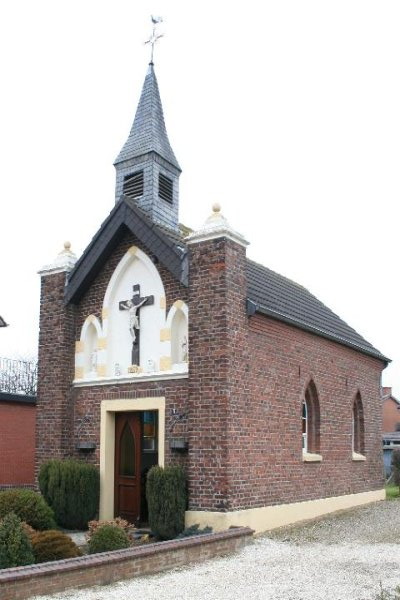
Birder Kapelle

Die Pfarre St. Lambertus Höngen war mit Bruch, Groß- und Kleinwehrhagen, eine eigenständige Kirchengemeinde. Die Bevölkerung besteht zum größten Teil aus Katholiken.
Bereits um die erste Jahrtausendwende stand in Höngen eine Kapelle, die der Pfarre Gangelt unterstand. Im Jahre 1227 erhielt Höngen das Recht einer Pfarrkirche. Nach der Zerstörung durch den Krieg wurde die jetzige Kirche 1952 geweiht.
Im Zuge der Pfarrgemeindereformen im Bistum Aachen wurde die ehemals eigenständige katholische Pfarrgemeinde St. Lambertus Höngen in die Gemeinschaft der Gemeinden (GdG) St. Servatius Selfkant eingegliedert.

## Politik
Gemäß § 3 (1) der Hauptsatzung der Gemeinde Selfkant ist das Gemeindegebiet in Ortschaften eingeteilt. Höngen ist eine Ortschaft und wird nach § 3 (2) von einem Ortsvorsteher in der Gemeindevertretung vertreten. Ortsvorsteher der Ortschaft Höngen ist Bert Fehlen. (Stand 2018)

## Veranstaltungen
Der Gewerbeverein Höngen führte jedes Jahr im Herbst den Lambertusmarkt durch, bei dem sich regionale Gewerbetreibende präsentieren.

## Landwirtschaft
Die Höngener Landwirtschaft ist geprägt von Milchvieh- und Rinderhaltung sowie vielfältigen Fruchtfolgen mit Getreide, Mais, Raps, Zuckerrüben, Kartoffeln, Erbsen, Bohnen, Feldgras und Chicoree.

## Infrastruktur
- Im Juni 2013 lebten in Höngen 1280 Personen.
- Es existieren mehrere landwirtschaftliche Betriebe mit Tierhaltung, mehrere Pferdehöfe, eine Firma für Heizung-, Sanitär- und Elektroinstallation, eine Bäckerei, ein Hotel mit Restaurant, eine Fleischerei, eine Tierarztpraxis, ein Betrieb für Massivbau, ein Geschäft für Kurzwaren und Kleidung, ein Anlageberater, ein Dienstleister, ein Stuckateur, ein Betrieb für Rollladen und Markisen, ein Steuerberater, eine Zahnarztpraxis, eine Kfz-Werkstatt, eine SB-Filiale der Kreissparkasse Heinsberg, eine Abfallentsorgung, eine Baumschule, eine Fahrschule, ein Krankengymnast, mehrere Schausteller und Betriebe für Kleingewerbe.
- Ein Jugendzentrum in der Alten Schule
- Gemeinschafts-Hauptschule Selfkantschule Höngen
- Gesamtschule Gangelt-Selfkant
- Katholischer Kindergarten Höngen
- Jugendbildungsstätte der KJG Selfkant
- Alten- und Pflegeheim St. Josef
- Ein Kinderspielplatz ist vorhanden
- Ein Sportplatz und mehrere Tennisplätze stehen zur Verfügung
- Der Ort hat Anschluss an das Radverkehrsnetz NRW

## Sehenswürdigkeiten

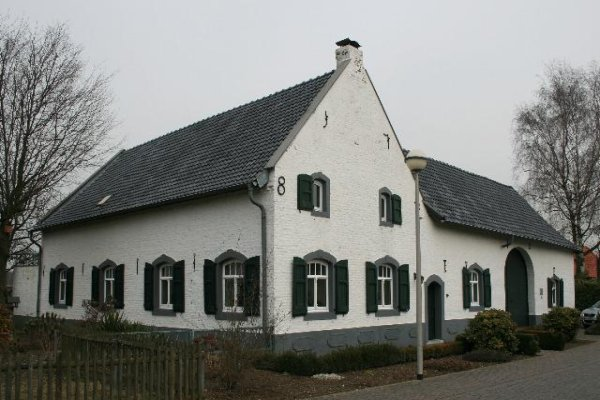
Haus Dilia, als Denkmal Nr. 17

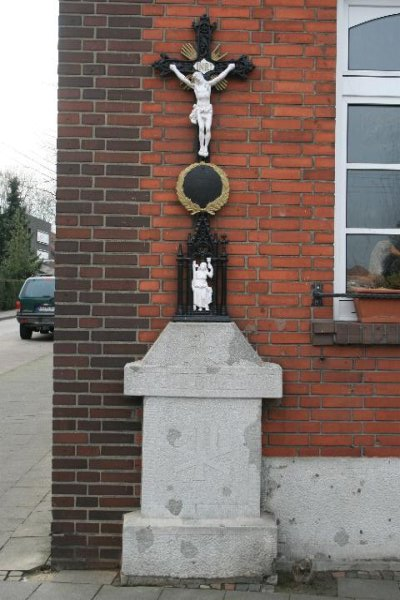
Wegekreuz an der Heerstraße als Denkmal Nr. 22

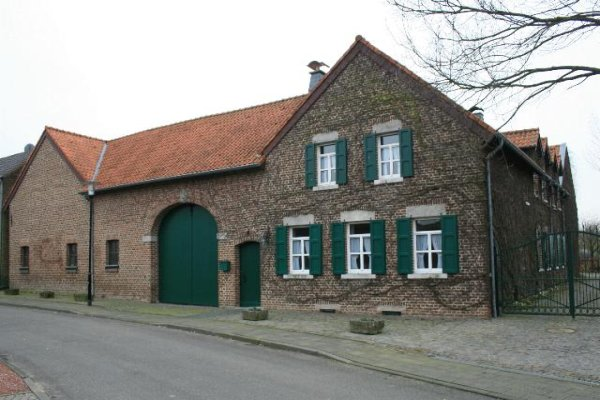
Backstein-Hofanlage, als Denkmal Nr. 34

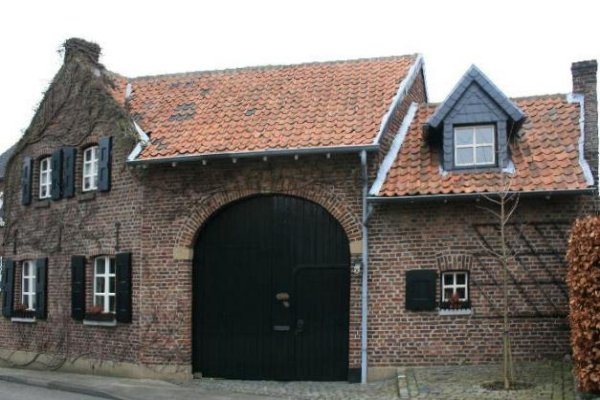
Fachwerkhofanlage, als Denkmal Nr. 47

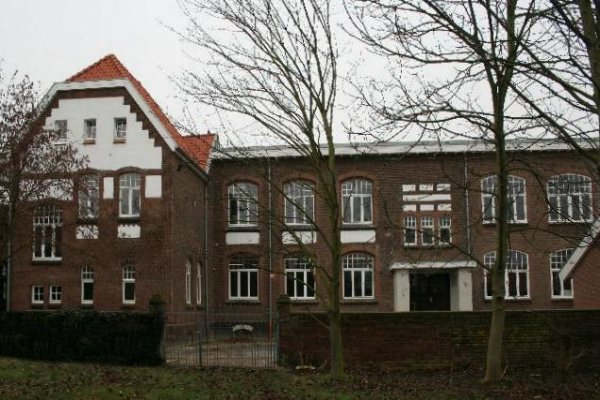
Alte Schule

- Katholische Pfarrkirche St. Lambertus, als Denkmal Nr. 11
- Buntverglasung Pfarrkirche[9]
- Haus Dilia, An Dilia, als Denkmal Nr. 17
- Wegekreuz, Heerstraße 1, als Denkmal Nr. 22
- Wegekreuz, Einmündung Birder Straße, als Denkmal Nr. 26
- Wegekreuz, An der K 15, als Denkmal Nr. 33
- Backstein-Hofanlage, Krouw 4, als Denkmal Nr. 34
- Kath. Pfarrhaus, Kirchstraße 13, als Denkmal Nr. 36
- Fachwerkhofanlage, Lambertusstraße 4, als Denkmal 47
- Kapelle, an der Birder Straße, als Denkmal Nr. 49
- Alte Schule, Kirchstraße 13, als Denkmal Nr. 51
- Friedhofsmauer und Grabmäler, als Denkmal Nr. 50

## Vereine
- Freiwillige Feuerwehr Selfkant, Löscheinheit Höngen-Saeffelen
- St. Johannes Baptist Schützenbruderschaft Höngen
- I.G. Höngener Karneval
- Trommler-, Pfeifer- und Fanfarencorps Höngen e. V.
- Männergesangverein St. Josef Höngen
- Kirchenchor St. Cäcilia Höngen
- Velo-Club-Selfkant-Höngen
- Heimatvereinigung Selfkant e. V. Höngen
- Sportverein Höngen/Saeffelen 1996 e. V.
- TC Freizeitspaß Höngen e. V.
- Sozialverband VdK – Ortsverband Selfkant betreut Höngen
- Frauengemeinschaft Höngen

## Regelmäßige Veranstaltungen
- Vogelschuss der Bruderschaft
- Patronatsfest und Kirmes in Höngen
- St. Martin-Umzug in Höngen
- Karnevalssitzungen und Tulpensonntagsumzug

## Verkehr

### Autobahnanbindung
| BAB | Streckenabschnitt        | Anschlussstelle | Entfernung |
| --- | ------------------------ | --------------- | ---------- |
| A46 | Heinsberg – Düsseldorf   | AS Heinsberg    | 15 km      |
| A44 | Aachen – Mönchengladbach | AS Aldenhoven   | 30 km      |
| A4  | Aachen – Köln            | AS Weisweiler   | 40 km      |

### Bahnanbindung
Ab Bahnhof Geilenkirchen (ca. 15 km Entfernung)
| Linie | Linienbezeichnung | Linienverlauf                              |
| ----- | ----------------- | ------------------------------------------ |
| RE 4  | Wupper-Express    | Aachen–Mönchengladbach–Düsseldorf–Dortmund |
| RB 33 | Rhein-Niers-Bahn  | Aachen–Mönchengladbach–Krefeld–Duisburg    |

### Busanbindung
Die AVV-Linien 434, 435, 436, 437, 438 und 439 der WestVerkehr verbinden Höngen an Schultagen mit Gangelt, Geilenkirchen und Heinsberg.
Zudem verkehrt der Multi-Bus seit dem 9. Juni 2024 kreisweit erweitert und zu einheitlichen Bedienzeiten. Mehr Informationen gibt es bei WestVerkehr.
| Linie | Verlauf |
| ----- | --- |
| 434   | Geilenkirchen Bf – Bauchem – Niederheid – Hatterath – Gillrath – Birgden – Schierwaldenrath Bf – Langbroich – Schümm – Brüxgen – Breberen – Saeffelen – Heilder – Höngen                  |
| 435   | Geilenkirchen Bf – Bauchem – Gillrath – Stahe – Birgden – Kreuzrath – Gangelt – Süsterseel – Hillensberg – Wehr – Tüddern – Höngen                                                        |
| 436   | Heinsberg Busbf – Selsten – (Hontem – (Waldfeucht –) Bocket –) Abzw. Nachbarheid – Breberen – Saeffelen – Heilder – Höngen (→ Stein → Havert → Schalbruch → Isenbruch → Millen → Tüddern) |
| 437   | Geilenkirchen Bf – Bauchem – Niederheid – Hatterath – Gillrath – Stahe – Niederbusch – Gangelt – Hastenrath – Kleinwehrhagen – Großwehrhagen – Höngen                                     |
| 438   | Saeffelen – Kleinwehrhagen – Großwehrhagen – Höngen – Stein – Havert – Millen-Bruch – Isenbruch – Schalbruch                                                                              |
| 439   | Millen – Tüddern – (Höngen –) Wehr – Hillensberg – Süsterseel - ( ← Gangelt) |

## Straßennamen
Aan Schniewind, Am Saeffelbach, Am Sportplatz, An der Mühle, An Dilia, Biesener Weg, Birder Straße, Frankenstraße, Gastesweg, Gen Hoefke, Gut Schwertscheid, Heerstraße, Kirchstraße, Klosterpfad, Krouw, Laaker Weg, Lambertusstraße, Op de Berg, Pfarrer-Meising-Straße, Prunkweg, Raiffeisenstraße, Selfkantstraße, Weiherstraße, Westerholzer Straße, Zehntweg